# Sylvilagus varynaensis
Sylvilagus varynaensis (кролик венесуельський) — вид ссавців родини зайцеві (Leporidae) ряду зайцеподібні (Leporiformes).

## Опис
Довжина голови й тіла 43.4–44.5 см, самиці більші, ніж самці.

## Поширення, екологія
Вид проживає в низинах Венесуели в штатах Баринас, Португеса, Гуаріко. Живе у низькій чагарниковій савано-трав'янистій місцевості. Область дослідження був в безпосередній близькості від чотирьох тропічних сухих лісів. Дієта складається головним чином з рослин роду Sida. Вагітність триває 35 днів. З вересня по грудень є найбільша репродуктивна активність, але вона була записана 270 днів у році.

## Загрози та охорона
Антропогенні фактори, такі як вирубка лісів, перетворення земель в сільське господарство і полювання є загрозами для кроликів у Венесуелі, а також хижацтва диких собак і конкуренція з домашніми тваринами.